# La Charte des principes féministes pour les féministes africaines
 (avril 2024).
La Charte des principes féministes pour les féministes africaines, est un document du Fonds de développement des femmes africaines qui a été formulé en 2006 lors d'une réunion de féministes africaines du monde entier à Accra, au Ghana, afin de créer des principes de base pour répondre aux définitions clés du féminisme africain et du patriarcat,.